# Aeroportul Chitré Alonso Valderrama
Aeroportul Chitré Alonso Valderrama (IATA: CTD, ICAO: MPCE) este un aeroport din Chitré⁠(d), Provincia Herrera, Panama ce deservește zona Chitré⁠(d). A fost numit după zona deservită.
Situat la o altitudine de 10 m, aeroportul dispune de o singură pistă.